# Stenandrium affine
Stenandrium affine är en akantusväxtart som beskrevs av S. L. Moore. Stenandrium affine ingår i släktet Stenandrium och familjen akantusväxter. Inga underarter finns listade i Catalogue of Life.